# Jorge Scarso
Jorge Scarso OFMCap. (ur. 13 sierpnia 1916 w Modice, zm. 28 października 2015) – włoski duchowny katolicki posługujący w Brazylii, kapucyn, biskup pomocniczy 1967-1968, a następnie diecezjalny Patos de Minas w latach 1968-1992.

## Życiorys
Święcenia kapłańskie otrzymał 28 czerwca 1942.
29 listopada 1967 papież Paweł VI mianował go biskupem pomocniczym Patos de Minas ze stolicą tytularną Gemellae in Numidia. 25 marca 1968 z rąk arcybiskupa Sebastiana Baggioa przyjął sakrę biskupią. 28 grudnia 1968 mianowany biskupem diecezjalnym tej samej diecezji. 8 stycznia 1992 na ręce papieża Jana Pawła II złożył rezygnację z zajmowanej funkcji.
Zmarł 28 października 2015.